# فلورنسا إنجل راندال
فلورنسا إنجل راندال (بالإنجليزية: Florence Engel Randall)‏ (18 أكتوبر 1917، بروكلين في الولايات المتحدة - 4 سبتمبر 1997 في الولايات المتحدة)؛ كاتبة للأطفال، كاتِبة وروائية أمريكية.